# ICL Quattro
ICL Quattro (Quattro) је професионални рачунар, производ фирме ICL који је почео да се израђује у Уједињеном Краљевству током 1985. године.
Користио је 8086-2 као централни микропроцесор а RAM меморија рачунара Quattro је имала капацитет од од 128 KB до 1 MB. 
Као оперативни систем кориштен је Concurrent CP/M V.3.1.

## Детаљни подаци
Детаљнији подаци о рачунару Quattro су дати у табели испод.
|                       |                                                                                         |
| [ 1 ]                 |                                                                                         |
| Произвођач            |                                                                                         |
| Тип                   | професионални рачунар                                                                   |
| Меморија              | од 128 до 1 MB                                                                          |
| Поријекло             | Уједињено Краљевство                                                                    |
| Година                | 1985                                                                                    |
| Тастатура             | пуни помак тастера, 102 тастера са функцијским и тастерима смјера и нумеричка тастатура |
| Процесор              |                                                                                         |
| Фреквенција процесора | 8                                                                                       |
| RAM                   | од 128 до 1 MB                                                                          |
| ROM                   | 40 KB                                                                                   |
| Текст                 | 80 знакова x 25 линија                                                                  |
| Графика               | 640 x 400 тачака (ICL терминали)                                                        |
| Боја                  | једна боја или 8 боја                                                                   |
| Звук                  | мали звучник                                                                            |
| Димензије             | непознато                                                                               |
| Портови               |                                                                                         |
| Оперативни систем     |                                                                                         |